# Patec
Patec (macedónul: Патец) település Észak-Macedóniában, a Délnyugati körzet Kicsevói járásában, 2013-ig a Vranesticai járás része volt, ami teljes egészében beolvadt a Kicsevói járásba.

## Népesség
| Lakosok száma | 114  | 119  | 100  | 78   | 42   | 12   | 10   | 8    | 3    |
|               | 1948 | 1953 | 1961 | 1971 | 1981 | 1991 | 1994 | 2002 | 2021 |

2002-ben 8 lakosa volt, akik mindannyian macedónok.